# Affaire d'Elbląg
 (septembre 2019).

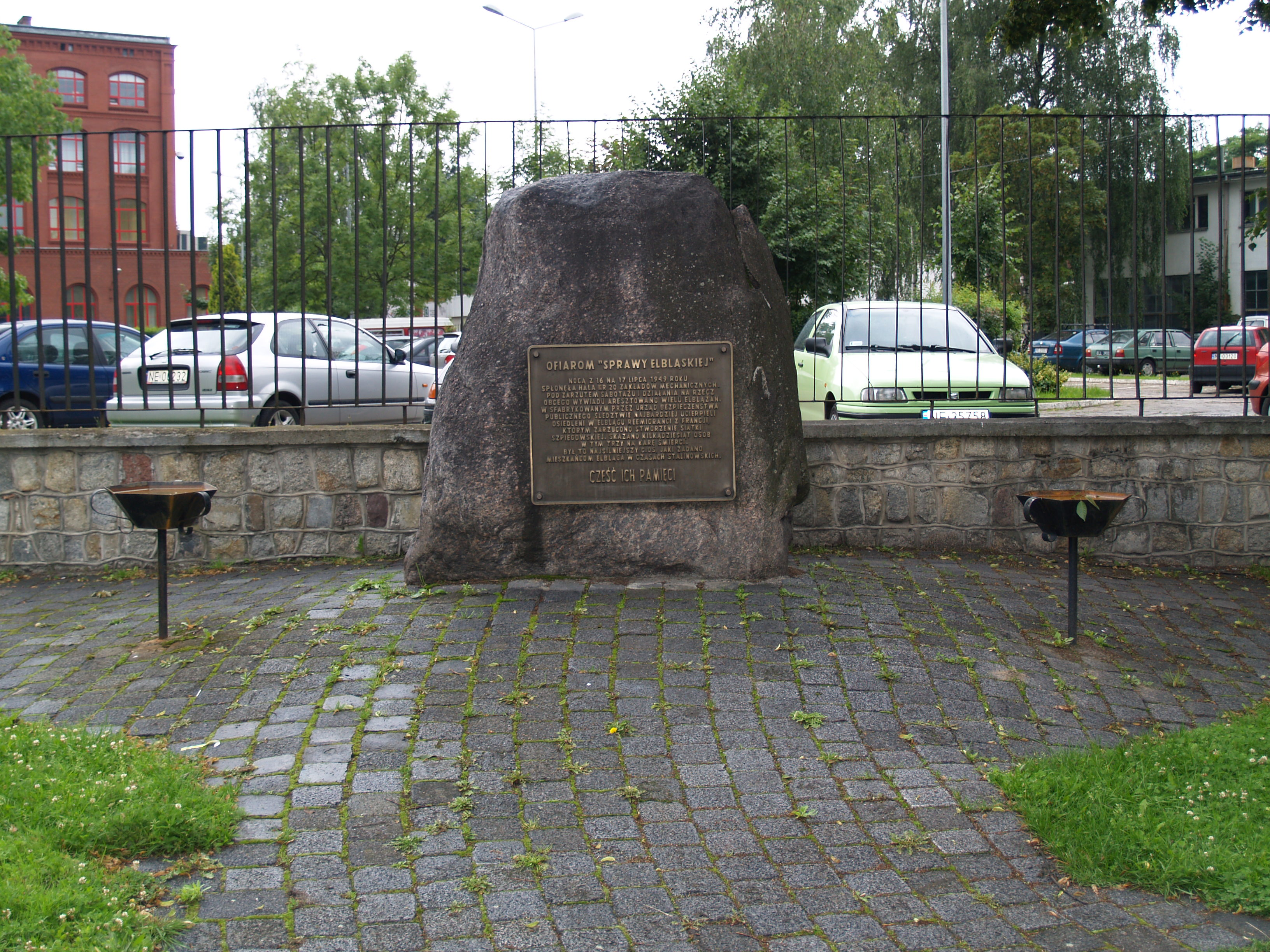
Square des victimes de l'affaire d'Elbląg.

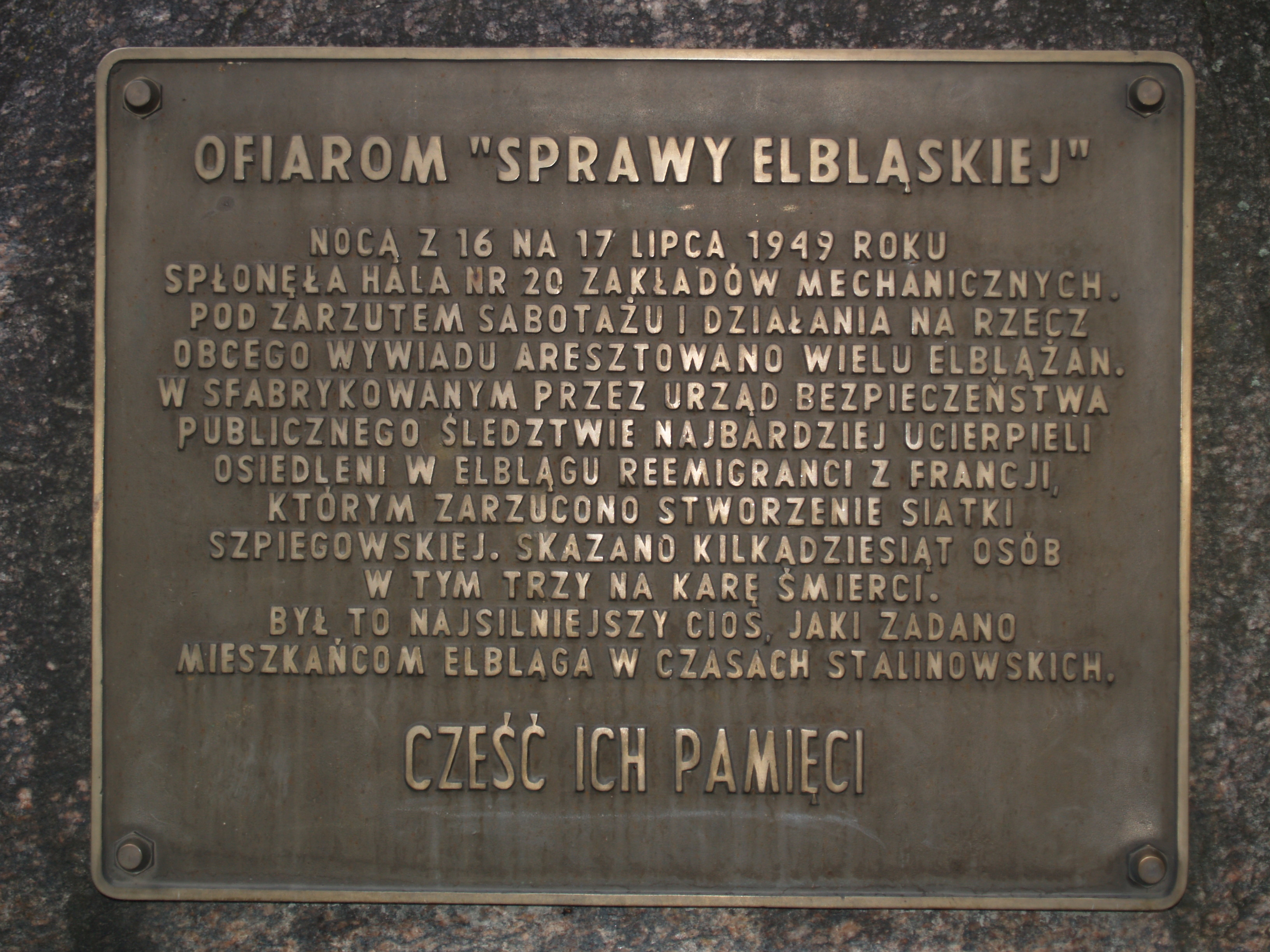
Plaque commémorative.

L'affaire d'Elbląg est le nom donné aux événements liés à l'incendie des usines mécaniques d'Elbląg dans le nord de la Pologne en juillet 1949.
La nuit du 16 au 17 juillet 1949, brûle le hall no 20 des usines mécaniques (Zamech) situé à Elbląg. À la suite de l'incendie la police politique procède à des arrestations de plus de cent personnes, certaines d'entre elles n'ont aucun lien avec Zamech, leur arrestation a un caractère politique. Parmi les arrêtés se trouvent des rapatriés de France accusés de faire partie d'un réseau d'espionnage. Trois personnes sont condamnés à mort : Jean Bastard, Alojzy Janasiewicz et Andrzej Skrzesiński, six autres à des longues peines d'emprisonnement : Stefan Czyż (réclusion à perpétuité), Adam Basista (quinze ans), Bolesław Jagodziński (quinze ans), Bolesław Bubulis (douze ans), Edward Dawidowicz (douze ans) et Józef Olejniczak (onze ans). La victime supplémentaire de l'affaire est  Henryk Zając, trouvé mort dans sa cellule au cours de l'enquête. Cet acte de terreur stalinienne fait partie de la chasse aux sorcières contre les Polonais qui se trouvaient en France pendant la Seconde Guerre mondiale et les citoyens et les diplomates français présents alors en Pologne.
Tous les accusés ont été acquittés en 1956 pendant le dégel.
Pour commémorer l'événement un square situé à proximité de l'usine Zamech porte le nom des victimes de l'affaire d'Elbląg.